# 蓝马
蓝马（1915年8月16日—1976年7月30日），原名董世雄、董筱鶴，出生於北京，祖籍浙江省杭州市余杭县，中國话剧及电影演员。
1937年毕业于国立北平艺专。曾加入左翼戲劇組織新球劇社，1947年加入崑崙公司，解放後擔任解放軍總政文工團話劇團藝術指導。